# Grandes éxitos (álbum de Nicole)
Nicole: Grandes éxitos es, hasta ahora, el primer y único álbum recopilatorio de la cantante chilena Nicole, publicado a principios de 2002. Este álbum incluye algunas canciones de sus álbumes Esperando nada y Sueños en tránsito, además de una versión en italiano de "Cielos", tema incluido originalmente en este último, junto con algunos demos inéditos como: "En fin" (Sigo buscándote), la primera versión del éxito musical "Dame luz" y algunas creaciones propias, las cuales no están contempladas en el disco Viaje infinito (siguiente álbum de estudio de la artista).

## Lista de canciones
| N.º | Título                                 | Duración |  |
| 1.  | «Dame luz»                             | 5:02     |  |
| 2.  | «Todo lo que quiero»                   | 3:09     |  |
| 3.  | «Sin gamulán»                          | 3:41     |  |
| 4.  | «Territorios»                          | 3:54     |  |
| 5.  | «Extraño ser»                          | 3:40     |  |
| 6.  | «Despiértame»                          | 4:01     |  |
| 7.  | «Sigo buscándote»                      | 4:55     |  |
| 8.  | «No soy de nadie»                      | 3:12     |  |
| 9.  | «Noche»                                | 2:29     |  |
| 10. | «Esperando nada»                       | 4:15     |  |
| 11. | «Tuve que herirme»                     | 4:29     |  |
| 12. | «En fin (Sigo buscándote) (Demo)»      | 4:42     |  |
| 13. | «Dame luz (Demo)»                      | 4:42     |  |
| 14. | «El color de esos días (Tema Inédito)» | 4:11     |  |
| 15. | «Esto es amor (Tema Inédito)»          | 3:21     |  |